# 감성밴드 여우비
감성밴드 여우비는 대한민국의 음악 그룹이다. 2008년 결성되어 2010년 싱글 앨범 [감성밴드 여우비]로 데뷔했다.

## 음반
- 감성밴드 여우비 (2010)
- 감성밴드 여우비 2집 (2010)
- 감성밴드 여우비 3집 (2011)
- 감성밴드 여우비 4집 (2011)
- 감성밴드 여우비 5집 (2012)
- 감성밴드 여우비 6집 (2023)